# Judolidia znojkoi
Judolidia znojkoi är en skalbaggsart som beskrevs av Plavilstshikov 1936. Judolidia znojkoi ingår i släktet Judolidia och familjen långhorningar. Inga underarter finns listade i Catalogue of Life.